# بيل بيرس
بيل بيرس (بالإنجليزية: Bill Pearce)‏ هو مقدم برامج إذاعية وموسيقي أمريكي، ولد في 20 مايو 1926 في Carlisle, Pennsylvania ‏ في الولايات المتحدة، وتوفي في 23 فبراير 2010.

## وصلات خارجية
- بيل بيرس على موقع ميوزك برينز (الإنجليزية)
- بيل بيرس على موقع ديسكوغز (الإنجليزية)